# غولدبرغ
غلدبرغ (مكلنبورغ) (بالألمانية: Goldberg, Germany) هي بلدة ألمانية تقع في ألمانيا في مكلنبورغ فوربومرن. يقدر عدد سكانها بـ 3,571 نسمة .